# Tratado de Saint-Clair-sur-Epte

El ducado de Normandía entre 911 y 1050. Rayados, los territorios originales concedidos a Rollón.

El tratado de Saint-Clair-sur-Epte fue un tratado de alianza suscrito el 25 de julio de 911 por el rey Carlos III de Francia y el caudillo vikingo Rollón. Por él se autorizaba el establecimiento de los normandos en Neustria con el fin de proteger el reino de Carlos III de otras posibles invasiones vikingas.
No se sabe de ninguna copia de este tratado por el que se creó lo que en el futuro sería el ducado de Normandía.
En virtud de este tratado, Carlos III entregó a Rollón la región comprendida entre los ríos Epte y Oise, exceptuando el Vexin Français, es decir, los condados o abadías de Ruan, Évreux y Lisieux lo que correspondería a las actuales regiones francesas de Alta Normandía y Pays d'Auge. A cambio, Rollón se comprometía a abrazar la fe cristiana, a casarse con Giselle, hija ilegítima de Carlos III, a rendir  vasallaje al rey y defender Normandía contra los ataques piratas de otros vikingos. En relación con este punto, la historia dice que las cosas se complicaron cuando Rollón se negó a arrodillarse ante Carlos III para besarle los pies, como era tradicional durante el acto de vasallaje. Para resolverlo se llegó a una solución de compromiso, así que sería uno de los guerreros de Rollón el que besaría los pies del rey; pero ese guerrero, tan orgulloso como su señor, sin arrodillarse siquiera, agarró el pie del rey y lo elevó tan alto que Carlos III acabó rodando por los suelos.[cita requerida]
La región se convirtió entonces en un ducado llamado Normandía, de Northmanorum o Nortmanni que significa «hombres del norte», nombre con el que se denominaba a los invasores vikingos. Rollón fue nombrado primer duque de Normandía con el nombre de Roberto I.